# Baie Kolioutchinskaïa
La baie Kolioutchinskaïa (en russe : Колючинская губа) est une baie dans la mer des Tchouktches, en Russie. Elle est située sur la rive nord de la péninsule Tchouktche, à environ 225 km du détroit de Béring. La baie, située entre le cap Vankarem (en) à l'ouest et le cap Serdtse-Kamen à l'est, est longue de 100 km, mais son embouchure n'a que 2,8 km de largeur en raison de la pointe Beliaka, qui ferme la baie et l'isole de la mer des Tchoukches. La baie s'élargit jusqu'à 37 km vers le sud et l'intérieur des terres. La profondeur de l'eau dans la baie est de 7 à 14 m. La baie Kolioutchinskaïa est couverte de glace la plus grande partie de l'année.
En 1793, la baie fut nommée « baie du comte Bezborodko », en l'honneur de l'homme d'État russe Alexandre Bezborodko. Mais la population locale refusa ce nom et la baie fut rebaptisée par la suite Kolioutchinskaïa, d'après l'île Kolioutchine.
Sur le plan administratif, la baie se trouve dans le district autonome de Tchoukotka, un sujet de la fédération de Russie.